# Povijest metalurgije željeza
Povijest metalurgije željeza započinje još u prapovijesno doba, ali se ne zna da li je prvo željezo proizvedeno slučajno, kad je prapovijesni čovjek naložio vatru na ležištu čiste željezne rude ili je koristeći se već stečenim iskustvom u topljenju bakarne rude primijenio isti postupak na željeznu rudu. Taj postupak je bio prilično jednostavan: u plitkom ognjištu se željezna ruda pokrila drvenim ugljenom, koji se zatim zapalio, pa je ispod vatre nastala gnjecava i spužvasta željezna masa (spužvasto željezo). Da bi se iz spužvastog željeza dobilo tehničko željezo ili čelik ovisilo je prije svega od kvalitete željezne rude.
Plitko ognjište je bilo vrlo jednostavne konstrukcije. Sastojalo se od gnijezda oslonjenog na jedan zid, kroz koji je prolazila mlaznica mijeha za raspirivanje vatre. Gnijezdo se je ispunilo izmjenično slojevima željezne rude i drvenog ugljena, koji su se zatim zapalili. Puhanjem zraka kroz mijeh povisila bi se temperatura, tako da bi iz drvenog ugljena nastajao ugljikov monoksid, koji je vezao kisik iz željezovih oksida (uglavnom hematit), te se dobivalo spužvasto željezo i ugljikov dioksid. Pri tome je dobar dio željeza i dalje ostao vezan s kisikom (željezovi oksidi), te zajedno s nečistoćama kao tekuća troska otjecao iz ognjišta. Spužvasto željezo se skupljalo na dnu ognjišta sve dok ga ne bi potpuno ispunilo, pa bi se izvadilo i kovanjem bi se istiskivali ostaci troske i nečistoća (kovano željezo). Omjer između težine željezne rude i drvenog ugljena je bio otprilike 1 : 4. Ovim postupkom se dobivalo tek oko 12,5% željeza iz željezne rude, a težina spužvastog željeza je iznosila do 70 kilograma. Ovakva plitka ognjišta su se održala u Štajerskoj i Šleziji sve do 18. stoljeća.

## Meteoritsko željezo
Arheološki dokazi upotrebe meteoritskog željeza za izradu sitnog nakita i oružja sežu do 5. tisućljeća pr. Kr., u današnjem Iranu i vrhovi koplja koji datiraju iz 4. tisućljeća pr. Kr. iz drevnog Egipta. Zapisi hijeroglifima iz 2. stoljeća pr. Kr. govore o "crvenom balonu s neba", što se odnosi na meteoritsko željezo. Ovo se je željezo koristilo kao ukrasni dio na vrhovima koplja. To željezo ljudi tada nisu dobivali lijevanjem ili taljenjem željeznih ruda, nego su ga obrađivali kao što su obrađivali kamen. Metalni meteoriti ili sideriti osim željeza sadrže i metal nikal od 4,5% do 30%, pa se i predmeti dobiveni iz meteoritskog željeza mogu po tome razlikovati od željeznih predmeta dobivenih topljenjem iz željezne rude. Kada se metalni meteoriti poliraju i jetkaju, pokazuju poznate Widmanstättenove figure (laboratorijsko stvaranje ovih figura je nemoguće jer zahtijeva tisućljeća postepenog hlađenja). Hrašćanski meteorit je prvi dokazani primjerak izvanzemaljske tvari na kojemu su uočene Widmannstättenove figure, koje su od tada osnova za razlikovanje izvanzemaljskoga od zemaljskog željeza.

### Prirodno željezo
Osim u metalnim meteoritima čisto se željezo može pronaći u malim uključcima kod nekih bazaltnih stijena. Tako se na primjer čisto željezo može pronaći na Grenlandu, na otocima Disko.

## Topljenje željeza i željezno doba
U sklopu složenog metalurškog procesa dobivanja bakra, odnosno bronce iz malahita, njegovim taljenjem u naročitim pećima, čovjek je usput upoznao i željezo. Malahitu bi se, naime, kao taljivo dodavala i željezna ruda. Osim što bi potpomagala redukciju malahita, ona bi na sebe vezivala raznorazne nepoželjne čestice pijeska koje su bile sastavni dio malahita. Po završetku taljenja obrazovala bi se šljaka, koju je, nakon što bi se talina ohladila, bilo lako odvojiti od bakra. Ta je šljaka sadržavala komade željeza, koje je, međutim, bilo vrlo porozno, nalik na spužvu, po čemu je i nazvano spužvasto željezo. Pod udarcima čekića ponovno zagrijanog spužvastog željeza ostatak bi šljake otpao, a željezo postalo kompaktnije. Tako bi se dobilo skoro čisto željezo, koje danas nazivamo kovanim željezom. Željezo u čistom stanju, međutim, mekše je od bronce, a k tome u dodiru s vlažnim zrakom brzo oksidira, tj. hrđa. Stoga drevim metalurzima nije ni moglo biti naročito zanimljivo – sve dok nije izumljen način da se dobije tzv. „dobro željezo“.

### Pougljičenje željeza
„Dobro željezo“ proizvodilo se ponavljanjem nekoliko ciklusa koji su se sastojali od zagrijavanja komada spužvastog željeza na temperaturu od oko 1200 °C, da bi omekšalo, a zatim udaranja čekićem, da bi se uklonila šljaka, a željezo sabilo. Zagrijavanje se obavljalo u posebnim pećima na drveni ugljen. Tom je prilikom željezo dolazilo u doticaj s ugljikovim monoksidom, kao produktom nepotpunog izgaranja drvenog uglja. To je pak pogodovalo difuziji ugljika u površinski sloj željeza. Kao rezultat nastajala bi slitina željeza i ugljika (čelik) bitno tvrđa i od bronce, čak i ako bi udio ugljika bio svega 0,5%. Pronađen je, dakle, čelik. Njegova su se mehanička svojstva također mogla poboljšati plastičnom deformacijom. Povrh toga, ljudi su već u ono doba morali primijetiti da se pougljičenjem ograničenim samo na površinski sloj, npr. oštrice mača ili vrška alata, postiže vrlo povoljna kombinacija visoke površinske tvrdoće s dobrom duktilošću (žilavost) unutrašnjosti, jezgre, izratka. Opisana metoda selektivnog pougljičavanja u biti odgovara suvremenom postupku cementiranja. Uloga ugljika u promjeni svojstava željeza, odnosno čelika, onodobnim metalurzima naravno nije bila poznata. Znanje i vještina izrade dobrog oružja ili alata stjecali su se iskustvom.

### Kaljenje i popuštanje željeza
Zahvaljujući daljnjim dvjema otkrićima, mehanička svojstva čelika dodatno su se mogla poboljšati. Prvo je kaljenje, tj. brzo ohlađivanje crveno užarenog pougljičenog željeza u hladnoj vodi. Ovim postupkom bitno se povisuje tvrdoća obratka, tako da on ponekad čak postane krhak. Takav bi, primjerice, kaljeni mač lako puknuo ili se čak raspao na više dijelova. Drugo otkriće odnosi se na kratkotrajno ponovno zagrijavanje prethodno zakaljenog čeličnog obratka na temperaturu od oko 600 °C. Tim mu se tzv. popuštanjem djelomično vraća prvobitna duktilnost i smanjuje krhkost na račun izvjesnog smanjenja tvrdoće.

### Sirovo željezo
Opisani postupak proizvodnje željeza kao uzgrednog produkta pri proizvodnji bakra ili bronce potječe s Bliskog Istoka (Hetiti u Anatoliji), odakle je, po svemu sudeći, prenesen i u Kinu. I tamo se dakle isprva redukcijom željezne rude proizvodilo spužvasto željezo, koje bi se zatim pretvaralo u kovano željezo, da bi ga se onda pougljičilo i, moguće, kalilo i popuštalo. Za proizvodnju spužvastog željeza dovoljno je postići temperaturu od oko 1000 °C, što znači da temperatura pri tom postupku nikad nije bila dovoljno visoka da bi se željezo rastalilo.
Željezo se počelo dobivati iz ruda, najvjerojatnije hematita (Fe2O3), oko 1500. pr. Kr., najprije u Anatoliji, današnjoj Maloj Aziji, kao spužvasto željezo. U to vrijeme, zbog nedovoljne temperature primitivnih peći, nije bilo moguće dobivanje lijevanog željeza, već je nastajalo spužvasto željezo, koje se kovanjem pretvaralo u upotrebljiv metal. Nalazišta u Uru (Irak), te u Egiptu, svjedoče o ranom dobivanju željeza iz ruda. Jedan od prvih željeznih predmeta koji je dobiven topljenjem željezne rude potječe iz grobnice drevnog naroda Hati u Anatoliji i datira negdje oko 2500. pr. Kr. Željezo je u to vrijeme bilo nevjerojatno važan strateški materijal. Smatra se, da je pleme Hetita iz Male Azije postiglo svoju veliku vojnu moć upravo zbog rane proizvodnje željeznog oružja. U to je vrijeme cijena željeza bila veća od cijene zlata, a način njegovog dobivanja čuvao se kao najstroža tajna.

### Drevna metalurgija željeza u Kini
Vrlo brzo Kinezi su, međutim, u proizvodnji čelika krenuli svojim putem. Razvili su naime snažne mijehove za upuhivanje zraka u peć za taljenje rude (ubacivanje velikih količina zraka u peć pomoću naročitih mlaznica izumljeno je na Zapadu tek u 15. stoljeću; i tako je nastala visoka peć). Što je još važnije, Kinezi su povećavši dimenzije peći i bitno povećavši količinu drvenog ugljena kao izvora topline, osim temperature, povisili i koncentraciju ugljikovog monoksida unutar peći. To je pospješilo difuziju ugljika u željezo, čime se opet znatno snizilo talište šarže. (Kod eutektičkog sastava, koji sadrži 4,3 % ugljika, ono se snizuje na 1148 °C.) Konačan rezultat novih tehnoloških mjera bio je da se rastaljeno željezo, s visokim sadržajem ugljika, moglo lijevati poput bronce. Danas se takvo željezo izliveno izravno iz peći naziva sirovim željezom.
Željezo s visokim sadržajem ugljika prilično je tvrdo, ali i krhko, toliko da je gotovo neupotrebljivo za izradu oruđa ili oružja. Stoga je sirovo željezo zahtijevalo (i zahtijeva) dodatnu obradu. I njega su Kinezi izmislili, a sastojao se od uklanjanja viška ugljika. U tu bi svrhu odljevak od sirovog željeza zagrijali u prisustvu zraka na temperaturu između 800 i 900 °C. Kisik iz zraka reagirao bi s dijelom ugljika iz odljevka na njegovoj površini, a nastali ugljični monoksid lako bi se odvodio. Iz unutrašnjosti prema površini odljevka ugljik bi stizao jednako kako je tamo bio i dospio – difuzijom.
Kinezi su razvili još jedan važan metalurški postupak. On se odnosi na intenzivno miješanje taline željeza s visokim sadržajem ugljika, kako bi se pospješilo reagiranje kisika iz zraka s ugljikom iz taline. Time se već u talini udio ugljika mogao smanjiti do te mjere da bi nastao čelik (dakle ispod 2,03 % C). I taj je postupak na Zapadu, točnije u Engleskoj, izmišljen tek krajem 18. stoljeća. Osnovna prednost kineskog načina proizvodnje željeza, odnosno čelika, pred bliskoistočnim (odnosno sredozemnim) sastojala se u tome što je tehnologija lijevanja omogućavala masovnu proizvodnju.

### Drevna metalurgija željeza u Indiji
Arheološka nalazišta u indijskoj saveznoj državi Uttar Pradesh pokazuju da se je željezo dobivalo iz željezne rude još negdje između 1800. i 1200. pr. Kr. Starogrčki povjesničar Herodot je prvi opisao korištenje željeza u Indiji. Kada je Aleksandar Veliki dobivao poklone od kralja Pora (današnji Pandžab), umjesto zlata i srebra odabrao je jedan poklon od čelika, težak 15 kilograma. Oko godine 400. sagrađen je željezni stup u Delhiju, visok 7 metara i težak više od 6 tona, koji i dan danas odolijeva monsunskim kišama i koroziji.

### Drevna metalurgija željeza u arapskim zemljama
Indijski čelik je bio veoma cijenjen pa su ga i arapski trgovci počeli uvoziti i u Damasku proizvodili visoko kvalitetno oružje (Damask čelik). To je bila tehnika spajanja traka iz različitih vrsta željeznih materijala kovanjem, a u cilju postizanja posebnih dobrih svojstava za mačeve i noževe. I u Srednjem vijeku to je bio najkvalitetniji materijal za oružje. Po kvaliteti su izradbe poznati i samurajski mačevi.

### Drevna metalurgija željeza u Europi
Stari Grci su upoznali tehnologiju dobivanja željeza negdje oko 11. stoljeća pr. Kr. Homer u IX knjizi Odiseje navodi kaljenje čelika - mačeva, a i ostali izvori pokazuju da se o čeliku iskustveno mnogo znalo, ponajprije zbog njegove važnosti za oklope i mačeve. U središnjoj Europi, željezno doba je podijeljeno u dvije faze u kojima dominiraju Kelti: rana željezna halštatska kultura (HaC i D, 800. – 450. pr. Kr.) i kasna željezna latenska kultura (prema mjestu u Švicarskoj, La Tène) koja traje od 450. pr,. Kr. do rimskih osvajanja. Do 6. st. pr. Kr. halštatska kultura se prostirala na oko 1000 km, od pokrajina Champagne-Ardenne na zapadu, kroz gornje Poranje do gornje dunavske oblasti, sve do bečke doline i donje dunavske oblasti na istoku; te od Majne, Češke i Malih Karpata na sjeveru do švicarskog platoa, Salzkammerguta i donje Stirije na jugu. Naziv je dobila prema najvećem nalazištu u mjestu Hallsttatu na obali jezera u pokrajini Salzkammergut u Austriji, južno od Salzburga. Ova kultura se često smatra proto-keltskom ili keltskom, te proto-ilirskom zapadnih Ilira. Stari Rimljani su proizvodili i do 84 750 tona željeza godišnje. Za Rimskog Carstva posebice se posvećivala pozornost izradbi čeličnog oružja zbog brojnosti rimske vojske (oko 500 000 vojnika).

## Metalurgija željeza u srednjem vijeku
U ranom Srednjem vijeku metalurgija se razvijala relativno slabo. Nešto brži razvoj započinje u srednjoj Europi poslije 1100. Oko 1371. prvi detaljni opis taljenja željeza dao je francuski nadbiskup Henry de Poitier, a sredinom 15. stoljeća prva je visoka peć konstruirana u Europi. Godine 1450. Filarete, talijanski kipar i graditelj opisao je visoku peć u knjizi Trattato d’ Architettura. Leonardo da Vinci dao je nacrt prve valjaonice za plastičnu preradu željeza koja nije ostvarena u praksi.
Kasniji srednji vijek obilježavaju na polju metalurgije prvenstveno Vannoccio Biringuccio svojim djelom Pirotechnia (1540.), u kojem opisuje redukciju ruda, te poznati Georgius Agricola (Georg Pawer) djelom De re Metallica (1556.). Agricola, čovjek vrlo širokih interesa, jedan od najučenijih ljudi svojeg doba, opisao je vrlo slikovito i s mnogo detalja stanje tadašnje metalurgije. U kasnijim stoljećima dolazi do naglog širenja znanja na svim područjima ljudske djelatnosti, pa tako i metalurgije.
Procijenjeno je da je u 15. stoljeću u Europi proizvedeno 60 000 tona željeza, od toga 30 000 u Njemačkoj, 10 000 tona u Francuskoj itd. Glede velike uporabe i sječe šuma za dobivanje drvenog ugljena, postojala je mogućnost potpune sječe, pa je ona u Engleskoj zabranjena. Razvijen je postupak dobivanja koksa iz ugljena. Tako je već 1619. D. Dudley u Engleskoj izgradio prvu visoku peć za taljenje s posebno pripremljenim ugljenom, a 1735. je A. Darby patentirao koksiranje ugljena. Nedugo poslije James Watt pronalazi parni stroj što je imalo izuzetnu važnost (do kraja 19. stoljeća parni je stroj praktično u svijetu bio jedini pogonski stroj). Godine 1815. izrađena je prva željeznička tračnica; prva željeznička pruga je napravljena 1819., a tračnica je izložena i na svjetskoj izložbi u Londonu 1824. (oblik tračnice nije se praktično izmijenio do današnjih dana).
Postupak dobivanja željeza u visokoj peći dalje se usavršavao (upotreba grijanog zraka; kisika itd.), pa se ukazala potreba i konstrukcije uređaja za dobivanje čelika iz tekućeg željeza. Godine 1856. engleski inženjer Henry Bessemer predložio je novi način izradbe čelika konvertorima (Bessemerov postupak), a postupak je usavršio Sidney Gilchrist Thomas 1878. Francuski metalurg Pierre-Emile Martin 1864. i njemački Carl Wilhelm Siemens izradili prvu peć za taljenje i dobivanje čelika. Premda je taj process bio sporiji i manje ekonomičan u usporedbi s konvertorskim postupkom dobivanja čelika, u prvoj polovici 20. stoljeća oko 80 % sveukupne proizvodnje čelika u svijetu bila je iz Siemens-Martinovih peći.

## Današnja proizvodnja željeza
Danas se željezo uglavnom proizvodi taljenjem i redukcijom željezne rude u visokim pećima, u koje se kroz mlaznice (puhalice) pri njihovom dnu upuhuju obilate količine predgrijanog zraka, da bi se postigla potrebna visoka temperatura. Kao gorivo i redukcijsko sredstvo služi djelotvorniji koks, a kao taljivo vapnenac. U zemljama koje raspolažu dovoljnim količinama električne energije,  sirovo željezo proizvodi se taljenjem željezne rude u tzv. elektroredukcijskim pećima.
Iz sirovog željeza čelik se dobiva na više načina. Jedan je da se u konverter napunjen talinom sirovog željeza naročitom pokretnom mlaznicom odozgo upuhuje kisik pod tlakom. To, pored ostalih burnih egzotermnih reakcija, dovodi do izgaranja ugljika iz taline, a smanjenjem njegovog sadržaja nastaje čelik. Drugi je način da se sadržaj ugljika u željezu smanji u Siemens-Martinovim ognjišnim pećima, u kojima zrak, a još bolje kisik, zagrijan plinskim plamenicima veže na sebe suvišak ugljika strujeći preko slobodne površine taline u plitkom bazenu. U ove se peći osim sirovog željeza ubacuje i lomljevina starog željeza i čelika.
Najkvalitetniji čelici proizvode se u elektrolučnim i elektroindukcijskim pećima, gdje se kao izvor topline koristi električna energija. Kontroliranim dovođenjem kisika potrebnog za oksidaciju ugljika, dodavanjem raznih legirajućih elemenata i ostalih potrebnih dodataka, te regulacijom temperature, može se dobiti čelik točno željenog sastava.

## Razvitak metalurgije željeza na hrvatskom tlu
Razvoj metalurgije datira iz Vučedola, arheološkog lokaliteta nadomak Vukovara. To se razdoblje od 3 000. do 2 200. pr. Kr. se može nazvati praskozorjem Europe i uvodom u pisanu povijest. U sve većoj potražnji za bakrenom rudom, dolazi do širenja vučedolske kulture.
Banovina je u kasno brončano doba intenzivnije naseljena, pogotovo prostor sjeverno od Zrinske gore do Kupe. Vjerojatno je u to doba otvoren put preko Zrinjske gore. Time se otvorio jedan od najznačajnijih povijesnih pravaca koji su povezali Jadran s Panonijom. Zbog njega je nikao i opstao Sisak kao ključno mjesto u tom sudaru kultura. Najvjerojatnije upravo tim putem u mlađem željeznom dobu u naše krajeve prodiru Kelti. Kao izuzetni metalurzi, koji su usavršenom obradbom željeza osvojili golem prostor Europe, osnutkom Segestike, njima najznačajnijega strateškog položaja u Panoniji, usmjerili su se na proizvodnju željeza. Željezni ingoti ili gotovi proizvodi donošeni su iz najbližih rudnika željeza. Takva najbliža rudišta željeza nalaze se u Trgovskoj gori. Na Osječenici i Gracu ima keltskih nalaza, pa čak i dvije keltske srebrne tetradrahme tzv. samoborskog tipa, što govori da im je tu bio važan punkt. Tako je osovina Segestika - Osječenica držala veći dio proizvodnje željeza u Panoniji.
Tu, već uhodanu proizvodnju preuzimaju Rimljani, kada je 35. pr. Kr. Gaj Julije Cezar Oktavijan ili August razorio Segestiku, na temeljima koje je osnovano novo naselje Siscia. Za cjelokupna trajanja rimske prevlasti u Panoniji i Sisciji, na obali Kupe rade velike radionice za proizvodnju oružja. U doba Rimljana metalurgiji se posvećivala posebna pažnja glede potrebe za oružjem. Čak su iskorištavani i siromašni rudnici željezne rude u Dalmaciji. U doba cara Galijena u Sisciji je otvorena kovnica novca.
Nakon propasti Rimskog Carstva metalurška aktivnost u tim krajevima zamire, da bi se obnovila tek poslije dolaska Sasa u 11. stoljeću. Olovni su rudnici bili smješteni u dolini malog Majdana, a manjim dijelom u području Srebrenjaka i Tomašice, dok se željezna ruda iskorištavala u Trgovskoj gori. Rudarilo se na primitivan način korištenjem isključivo ljudske i vodene snage.
Početkom 18. stoljeća poslije povlačenja Turaka, prva visoka peć bila je podignuta na potoku Žirovac, a započela je radom u ožujku 1808. Kasnije, preradba željezne rudače s tog područja koncentrirana je u Bešlincu kraj Dvora. S manjim ili većim intenzitetom rudnici i talionica radili su do 1939. Čak i u prvoj godini rata ljevaonica je proizvodila dijelove za bicikle, pribor za jelo, odljevke sivog lijeva, da bi nakon toga zamrlo.
Dokazano je da se 1847. u Rudama kraj Samobora vadila i pretapala željezna ruda. Otvorena je i ljevaonica željeza, a prestala je s radom 1860. zbog požara. Proizvodnja je bila slabog intenziteta da bi prestala početkom Drugog svjetskog rata.
Tek kada je Petar Zrinski preuzeo Gorski kotar u vlasništvo, došlo je do nagle promjene u razvoju metalurgije u tom kraju. Početak rudarenja zabilježen je u Liču 1638. Poslije je otkrivanjem željezne rudače u Čabru tamo preneseno vađenje i taljenje željeza. Posebice se iskorištavao bakar i zlato u gorama oko Grobnika. Rudari su uglavnom bili doseljeni Sasi. Peć za taljenje željeza u Čabru izgrađena je 1651., a tu je bila i kovačnica. Izrađivali su se čavli, potkove, oprema za kuhinje, željezne šipke, obruči, noževi itd. Dio je robe preko Bakra izvezen u inozemstvo. Sama je tvornica imala uz visoku peć i posebnu malu peć za taljenje, tri zgrade za velika kladiva, dvije kovačnice za čavle, a jednu za kovanje ostalih proizvoda.
Godine 1671, Petar Zrinjski je ubijen u Bečkom Novom Mjestu, a imanja su zaplijenjena i predana na upravu Ugarskoj komori. Došlo je do zastoja u proizvodnji, da bi se poslije 1685. sve obnovilo, i čak izgradile nove visoke peći (1692. Ugarska je komora imanja u Gorskom kotaru prodala austrijskoj komori). Godine 1711. Čabar je pretrpio veliku elementarnu nepogodu (prolom oblaka i velike kiše), pa je osim jedne peći praktično sve bilo onespobljeno za rad. Izvršeni su popravci, a 1719. puštena je nova visoka peć (Plaofen). Poslovanje je bilo dosta slabo. U Brodu na Kupi je bila mala peć (“Habstuckofen” izradba šipki i čavala). Peć je bila visoka 3,6 metara, a veća peć nije podignuta radi troškova dovoza rudače i ugljena. Rad u tim poduzećima prestao je poćetkom 19. stoljeća. Glede Čabra, tamo se ponovo 1784. tražila ruda, ali je bila slabog kvaliteta.

## Poveznice
- Bessemerov postupak
- Siemens-Martinova peć
- Elektrolučna peć
- Elektroindukcijska peć